# Webbis
En så kallad webbis är en födelseannons på internet. De allra flesta landsting erbjuder på BB-avdelningen föräldrarna att ta kort på deras nyfödda bäbis och publicera en kort annons på landstingets egen webbplats. Det finns även privata sajter, både gratis och sådana som kostar pengar, som erbjuder webbistjänster.